# Mukhammadkodir Rasulov
Mukhammadkodir Rasulov (ur. 2001) – uzbecki zapaśnik walczący w stylu klasycznym. Zajął ósme miejsce na mistrzostwach świata w 2023 roku.
Brązowy medalista mistrzostw Azji w 2022 i 2024, a także igrzysk solidarności islamskiej w 2021. Mistrz Azji U-23 w 2024 roku.